# Hadena ignepectus
Hadena ignepectus är en fjärilsart som beskrevs av Druce 1908. Hadena ignepectus ingår i släktet Hadena och familjen nattflyn. Inga underarter finns listade i Catalogue of Life.